# Jackie Cruz (Schauspielerin)

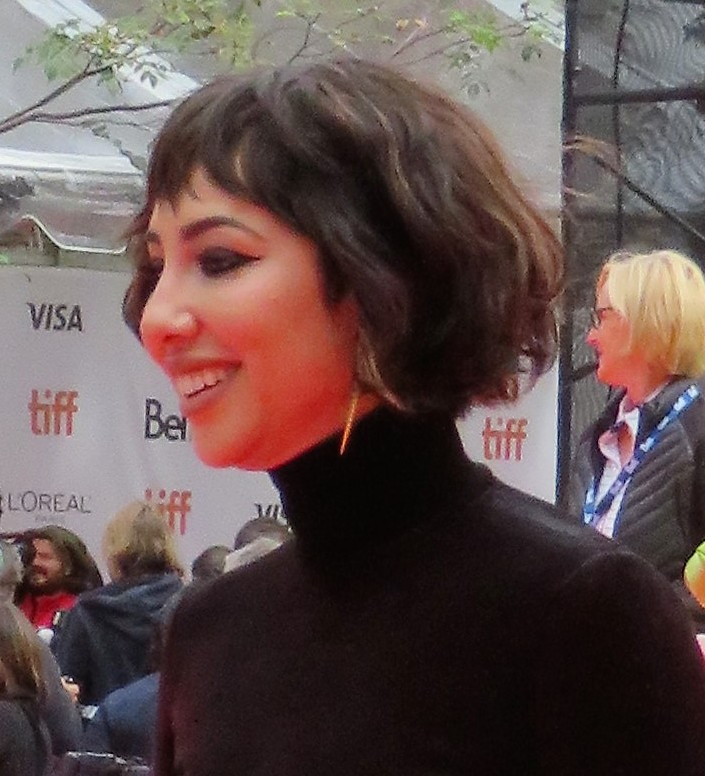
Jackie Cruz

Jackie Cruz (* 8. August 1986 in Queens, New York City, New York) ist eine dominikanisch-US-amerikanische Schauspielerin. Bekannt ist sie für ihre Rolle als Flaca Gonzales in der Netflix-Serie Orange Is the New Black.

## Leben
Jackie Cruz wurde am 8. August 1986 im New Yorker Stadtbezirk Queens geboren und wuchs in Los Angeles und in Santiago in der Dominikanischen Republik auf. Sie spricht fließend Englisch und Spanisch. Mit sieben Jahren wollte sie Schauspielerin werden, nachdem sie Whitney Houston in Bodyguard gesehen hatte.
Nach ersten Gastauftritten 2007 und 2008 in The Shield – Gesetz der Gewalt und My Own Worst Enemy übernahm sie 2013 in der Netflix-Serie Orange Is the New Black die Rolle der Flaca Gonzales. Zusammen mit der restlichen Besetzung der Serie gewann Cruz jeweils 2015 und 2016 den Screen Actors Guild Award in der Kategorie Bestes Schauspielensemble in einer Comedyserie.

## Filmografie (Auswahl)
- 2007: The Shield – Gesetz der Gewalt (The Shield, Fernsehserie, Folge 6x04)
- 2008: My Own Worst Enemy (Fernsehserie, Folge 1x07)
- 2013–2019: Orange Is the New Black (Fernsehserie, 72 Folgen)
- 2014: Unforgettable (Fernsehserie, Folge 3x11)
- 2016: Blue Bloods – Crime Scene New York (Blue Bloods, Fernsehserie, Folge 6x19)
- 2016: 13 Steps
- 2016: The Lonely Whale (Kurzfilm)
- 2020: Faraway Eyes
- 2020: Acting for a Cause (Fernsehserie, Folge 2x01)
- 2020: Good Girls (Fernsehserie, 3 Folgen)
- 2020: Rosa (Kurzfilm)
- 2020: Brave Mädchen tun das nicht (A Nice Girl Like You)
- 2020: Tremors: Shrieker Island
- 2021: Nuevo Rico (Kurzfilm, Stimme)
- 2021: Lansky – Der Pate von Las Vegas (Lansky)
- 2021: Midnight in the Switchgrass – Auf der Spur des Killers (Midnight in the Switchgrass)
- 2021: I Love Us
- 2021: All the World Is Sleeping
- 2022: Panama – The Revolution is Heating Up (Panama)
- 2024: History of Evil
- 2024: Say a Little Prayer
- 2024: Husband, Father, Killer – The Alyssa Pladl Story
- 2025: Things Like This